# Wikipedia în daneză
Wikipedia în daneză (în daneză Dansk Wikipedia) este versiunea în limba daneză a Wikipediei, și se afla în august 2015 pe locul 35 în topul Wikipediilor, după numărul de articole, cu aproximativ 208 000 de articole.